# Kendall Jenner
Kendall Nicole Jenner (n. 3 noiembrie 1995, Los Angeles, California, SUA) este un model american și personalitate TV. Original este cunoscută pentru apariția în „Keeping Up with the Kardashians”. Frații ei sunt Kim Kardashian, Kourtney Kardashian, Khloé Kardashian, Robert Kardashian (frați de mamă), Brody Jenner, Brandon Jenner, Burt Jenner, Casey Jenner (frații de tată) și Kylie Jenner (soră bună) , părinții ei fiind Kris Jenner și Bruce (Caitlyn) Jenner. Este cunoscută și pentru faptul că este un model de succes la multe branduri highend cum ar fi Marc Jacobs , Chanel , Vogue , Calvin Klein etc.